# Dalton-on-Tees
Dalton-on-Tees is een civil parish in het bestuurlijke gebied Richmondshire, in het Engelse graafschap North Yorkshire.